# 普吕尼耶尔 (洛泽尔省)
普吕尼耶尔（法語：Prunières，法語發音：[pʁynjɛʁ]）是法国洛泽尔省的一个市镇，属于芒德区。

## 地理
普吕尼耶尔（44°49'35"N, 3°20'32"E）面积13.09 平方千米，位于法国奧克西塔尼大區洛泽尔省，该省份为法国南部内陆省份，北起上盧瓦爾省和康塔爾省，西接阿韦龙省，南至加尔省，东临阿尔代什省。
与普吕尼耶尔接壤的市镇（或旧市镇、城区）包括：勒马尔济约维尔、勒马尔济约福兰、利马尼奥勒河畔圣阿尔邦、里梅兹、圣谢利达普谢、旧圣皮埃尔。

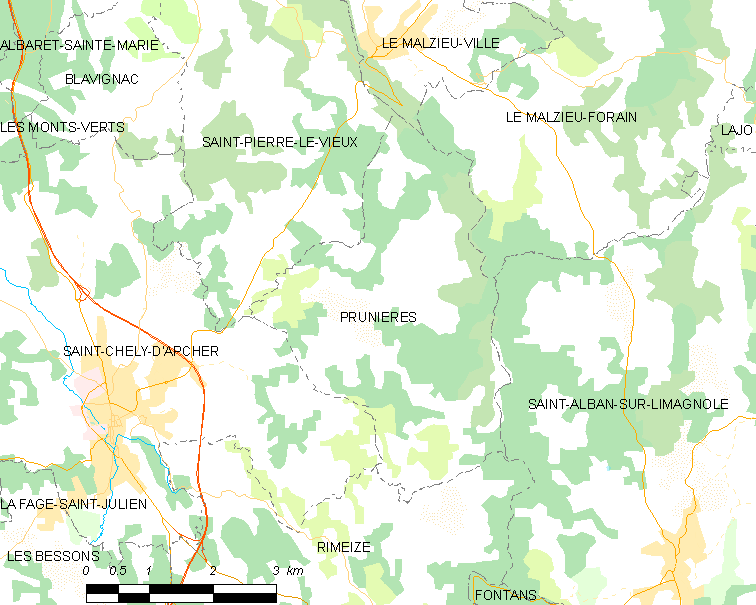
的OSM定位图

普吕尼耶尔的时区为UTC+01:00、UTC+02:00（夏令时）。

## 行政
普吕尼耶尔的邮政编码为48200，INSEE市镇编码为48121。

## 政治
普吕尼耶尔所属的省级选区为圣谢利达普谢县。

## 人口

1962-2008年间人口变化图示

普吕尼耶尔于2022年1月1日时的人口数量为226人。